# 小蒜沟镇
小蒜沟镇，是中华人民共和国河北省张家口尚义县下辖的一个镇。

## 行政区划
小蒜沟镇下辖以下地区：
小蒜沟村、土窑沟村、地上村、大土台村、下纳岭村、宣付窑村、缸房村、宝满沟村、牛家营村、乌良台村、勿乱沟村、中乌拉哈达村、南沟村、阎家窑村、北槽碾村、大梁底村和南营盘村。